# ForeFront Records
ForeFront Records – amerykańska wytwórnia płytowa założona w 1987 r. przez Eddiego DeGarmo.
Wydawała płyty m.in. Stacie Orrico.